# Grewia tembensis
Grewia tembensis là một loài thực vật có hoa trong họ Cẩm quỳ. Loài này được Fresen. mô tả khoa học đầu tiên năm 1837.